# Early County
Early County är ett administrativt område i delstaten Georgia, USA, med 11 008 invånare. Den administrativa huvudorten (county seat) är Blakely. 

## Geografi
Enligt United States Census Bureau så har countyt en total area på 1 337 km². 1 324 km² av den arean är land och 13 km² är vatten.

### Angränsande countyn
- Clay County - nord
- Calhoun County - nordost
- Baker County - öst
- Miller County - i sydost
- Seminole County - syd
- Houston County, Alabama - sydväst
- Henry County, Alabama - väst